# Батюк Віктор Гаврилович
Ві́ктор Гаври́лович Батю́к (1939–1996) — український дипломат і перекладач. Надзвичайний і Повноважний Посол України.

## Біографія
Закінчив Московський державний інститут міжнародних відносин. Вільно володів мовою Бенгалі.
Працюючі в Міністерстві закордонних справ УРСР брав участь в роботі перекладацької секції Спілки письменників України, де підтримував відносини з Василем Стусом.
Працював другим секретарем Постійного Представництва УРСР при ООН.
У 1978—1984 рр. — Постійний Представник України у Відділенні ООН в Женеві;
У 1984—1992 рр. — начальник Відділу міжнародних організацій Міністерства закордонних справ Української РСР. У 1986 році член Делегації Української РСР на спеціальній сесії Генеральної Асамблеї ООН з питання про Намібію.
У 1991 році член делегації Української РСР на 46-і сесії Генеральної Асамблеї ООН
У 1992—1993 рр. — Постійний Представник України при ООН;
У 1994—1996рр. — Надзвичайний і Повноважний Посол України у Канаді.
У 1996 році загинув в автомобільній катастрофі.

## Автор перекладів
- Переклав українською мовою тексти Рабіндранат Таґора, твори Кетрін Енн Портер, Маріо П'юзо, Д. Керола.